# Shao Kang
Shao Kang (少康) et ou Xiao Kang (小康) fut le sixième roi de la dynastie Xia. Il régna de -2118 à -2097. Il transféra la capitale à Yuan (原). Son fils Zhu lui succéda